# فرانك ج باتيستي
فرانك ج باتيستي (بالإنجليزية: Frank J. Battisti)‏ (و. 1922 – 1994 م) هو محامي، وقاضي من الولايات المتحدة الأمريكية.

## التعليم
تعلم في جامعة ولاية أوهايو، وكلية هارفارد للحقوق.